# Natural Earth

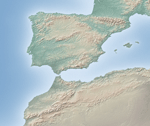
Exemple d'une carte de la BDD Natural Earth dans le domaine public

Natural Earth est une base de données cartographiques, dans le domaine public, disponible aux échelles  1:10 million (1 cm = 100 km), 1:50 million, et 1:110 million. La base de données Natural Earth  contient des vecteurs intégrés et des données cartographiques matricielles.
Les créateurs de ces données cartographiques sont Tom Patterson et Nathaniel Vaughn Kelso (en), mais Natural Earth s'est développé grâce à la collaboration de nombreux volontaires et est soutenue par la NACIS (en). Elle est libre de droit pour tout projet public de toute sorte.
La base de données comprend l'ile fictive Null Island de 1m2 à 0° N, 0° E pour la vérification des erreurs.

## Données et logiciel du domaine public
Toutes les versions des matrices et vecteurs graphiques de Natural Earth  disponible en ligne sont dans le domaine public. Chacun peut utiliser les cartes pour tout usage mais aussi modifier leur contenu et le design.